# Invasion de Salamaua-Lae
Seconde Guerre mondiale
Batailles
- Rabaul
- 1re Salamaua-Lae
- Mer de Corail
- Piste Kokoda
- Baie de Milne
- Goodenough
- Buna-Gona-Sanananda
- Lilliput
- Merauke

- Wau
- Mer de Bismarck
- I-Go
- 2e Salamaua-Lae
- Chronicle
- Monts Finisterre
- Bougainville
- Bombardement de Wewak
- Péninsule de Huon
- Nouvelle-Bretagne
- Bombardement de Rabaul

- Neutralisation de Rabaul
- Îles de l'Amirauté
- Emirau
- Take Ichi
- Nouvelle-Guinée occidentale

L'invasion de Salamaua–Lae désigne les opérations de débarquement et d'occupation menées pendant la campagne de Nouvelle-Guinée par l'empire du Japon des zones à proximité de Salamaua et de Lae qui se trouvaient à l'époque dans le territoire de Nouvelle-Guinée sous mandat de l'Australie.
L'était-major japonais avait pour objectif en prenant cette zone d'y établir un aérodrome et une base d'approvisionnement afin de soutenir la progression de ses troupes dans l'est de la Nouvelle-Guinée.

## Les opérations
La force d'invasion japonaise, après avoir quitté sa base de Rabaul le 5 mars 1942 arrive près des côtes de la région le 10 mars 1942 où elle débarque sans rencontrer d'opposition au sol, le petit détachement australien de volontaires armés de Nouvelle-Guinée qui y était stationné ayant choisi de se replier dans les collines à proximité. 
Cependant, une flotte de 104 avions de chasse et bombardiers américains, composée de SBD Dauntless, de TBD Devastator et de Wildcats ayant décollé de l'USS Lexington et de l'USS Yorktown qui croisaient dans les eaux du golfe de Papouasie, de l'autre côté de l'île de Papouasie, à 200 kilomètres du site de débarquement, y arrivèrent dans la matinée et attaquèrent les navires japonais. Huit B-17 basés à Townsville, en Australie, participèrent également à une attaque dans la journée. Les résultats de ces attaques sont médiocres : malgré l'importance des moyens mobilisés, seulement trois navires de transport furent coulés, six autres navires auxiliaires nippons furent endommagés (notamment le MV Tenyo Maru), et 130 hommes de la marine impériale ou de l'armée impériale furent tués. Les Américains n'eurent à déplorer que la perte d'un Devastator et de ses deux membres d'équipage, 11 autres de leurs avions furent légèrement endommagés. 
L'armée japonaise occupa avec succès cette partie de l'île et y construisit, durant les semaines suivantes, des infrastructures qui se révéleront utiles pour ses unités engagées en Nouvelle-Guinée, notamment par exemple pour la campagne de la Piste Kokoda.